# Niederalben

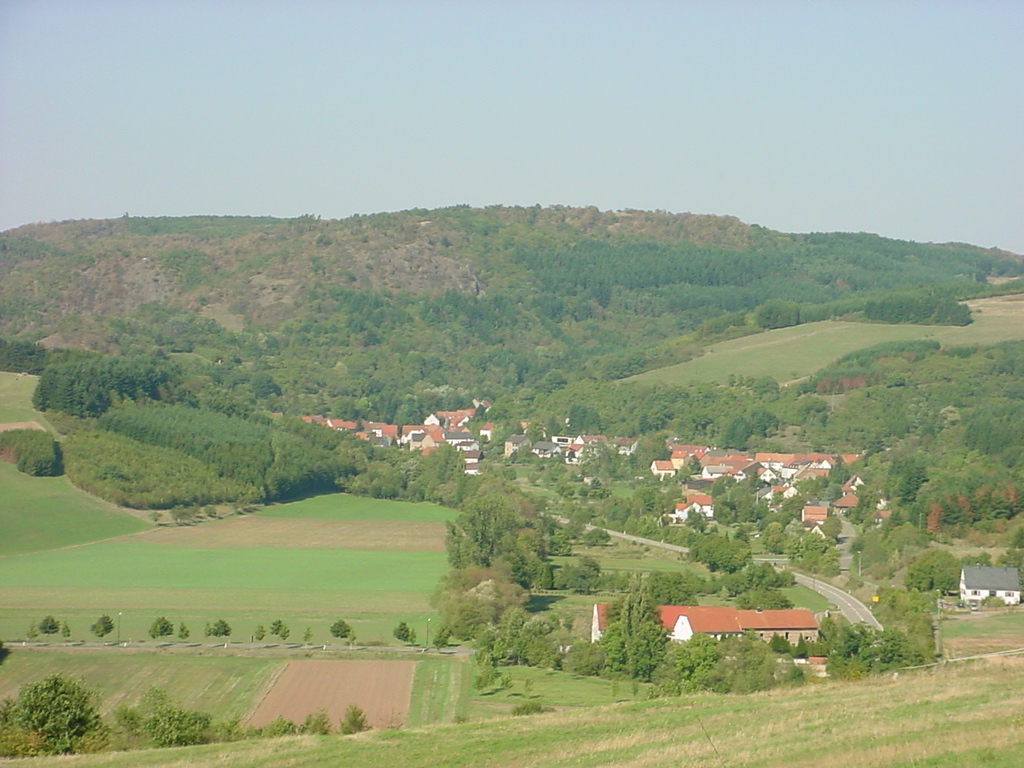
Niederalben

Niederalben ist eine Ortsgemeinde im Landkreis Kusel in Rheinland-Pfalz. Sie gehört der Verbandsgemeinde Kusel-Altenglan an.

## Geographie
Der Ort liegt im Steinalbtal in der Westpfalz. 72,7 % der Gemarkungsfläche sind bewaldet. Im Südosten befindet sich Sankt Julian, im Süden Rathsweiler und nordwestlich liegt der Truppenübungsplatz Baumholder.

## Geschichte
1816 kam der Ort zum Fürstentum Lichtenberg, einer neugeschaffenen Exklave des Herzogtums Sachsen-Coburg-Saalfeld beziehungsweise ab 1826 des Herzogtums Sachsen-Coburg und Gotha. Mit diesem fiel er 1834 an Preußen, das aus diesem Gebiet den Landkreis Sankt Wendel schuf. Nach der Abtrennung des Hauptteils an das neugeschaffene Saargebiet entstand 1920 der Restkreis Sankt Wendel-Baumholder, zu dem der Ort bis 1937 gehörte, als er in den Landkreis Birkenfeld eingegliedert wurde. 1969 wurde er in den Landkreis Kusel umgegliedert.
Durch das rheinland-pfälzische „Landesgesetz über die Auflösung des Gutsbezirks Baumholder und seine kommunale Neugliederung“ vom 2. November 1993 (GVBl, S. 518) wurde eine bis dahin zum Landkreis Birkenfeld gehörende Teilgemarkung des Gutsbezirks Baumholder bis vor die frühere Ortslage Ilgesheim am 1. Januar 1994 in die Ortsgemeinde Niederalben umgegliedert.

## Politik

### Bürgermeister
Michael Rihlmann wurde im Juli 2019 Ortsbürgermeister von Niederalben. Bei der Direktwahl am 26. Mai 2019 war er mit einem Stimmenanteil von 67,05 % für fünf Jahre gewählt worden.
Er wurde im Juni 2024 wiedergewählt.
Rihlmanns Vorgänger Andreas Hübsch hatte das Amt seit 2003 ausgeübt und war 2019 nicht erneut angetreten.

### Wappen
Die vordere Schildhälfte verweist auf die ehemaligen Wildgrafen als Ortsherren. Die hintere Schildhälfte zeigt die unter Naturschutz stehende „Kuhschelle“. Ein Dreiberg steht für das umliegende Hügelland.

## Wirtschaft und Infrastruktur
Im Südwesten befindet sich die A 62. In Altenglan ist ein Bahnhof der Bahnstrecke Landstuhl–Kusel. Historisch bestand der Bahnhof Niederalben-Rathsweiler entlang der Glantalbahn.

## Ehrenbürger
- Ernst Schworm (1930–2016), ernannt 2005